# Palais de Pavlovsk
Pour les articles homonymes, voir Pavlovsk.
Le palais de Pavlovsk est un palais en arc-de-cercle à 26 km au sud de Saint-Pétersbourg au milieu du parc de Pavlovsk et de ses 600 hectares de bois et de lacs.

## Présentation
Il a été construit entre 1782 et 1786 par l'architecte Charles Cameron dans le style palladien, pour Catherine II qui en fit cadeau à son seul enfant, le futur Paul Ier. Des travaux d'agrandissement se sont poursuivis ensuite de la fin des années 1780 au début des années 1790 par l'architecte attitré de Paul, Vincenzo Brenna, qui suréleva les galeries et les pavillons latéraux, et les prolongea par de nouvelles ailes. La décoration intérieure fut conçue par Marie Feodorovna, née princesse Sophie-Dorothée de Wurtemberg, épouse de Paul, qui était une femme au tempérament artiste et qui survécut à son mari (assassiné en 1801), jusqu'à sa mort en 1828.

## Le palais impérial
La rotonde italienne est située au centre du palais sur deux niveaux éclairés par la coupole avec un lustre central en cristal. Le petit cabinet a joué un rôle historique quand le pare-feu, alors dans la chambre à coucher de Paul au château Saint-Michel, lui servit à se cacher lorsque les officiers entrèrent, mais ses pieds étaient restés visibles. Sa veuve le plaça en évidence, notamment pour son fils Alexandre, comparse silencieux du drame. Il faut encore citer la Salle du trône, avec ses 400 m2 et la Salle des chevaliers, qui servait à Paul Ier pour accueillir les Hospitaliers de l'ordre de Saint-Jean de Jérusalem qu'il avait pris sous sa protection après que Bonaparte eut conquis l'île de Malte.

### L'évolution du Palais
Au XVIIIe siècle, Pierre le Grand arrache aux Suédois les terres situées autour de la Néva, légitimant ses prétentions par la sphère d’influence de la république de Novgorod au Moyen Âge. Des ouvrages défensifs marquaient les emplacements des futures résidences royales d'Oranienbaum, Gatchina et Pavlovsk.
La victoire russe contre les Suédois fut suivie d’un développement à la hauteur des ambitions de Pierre le Grand et de ses successeurs. Saint-Pétersbourg s’éleva sur les rives marécageuses de la Néva, entourée du côté sud par les somptueuses résidences de Peterhof et de Tsarskoïe Selo. C’est Catherine II qui en 1777 fit construire le palais de Pavlovsk pour son fils Paul qui sera son successeur, un fils qu'elle aimait, même si elle le montrait peu et ne le voyait pas souvent. Elle voulait que son fils eût son propre palais, différent, mais pas trop éloigné de Tsarskoïe Selo. Après un mariage avec Wilhelmine de Hesse-Darmstadt, qui mourut en couches en 1776, Paul épousa une jeune princesse allemande de 17 ans, Sophie-Dorothée-Augusta de Wurtemberg, qui fut reçue dans l'Église orthodoxe russe sous le nom de Maria Feodorovna et qu’il aima profondément. Elle lui donna dix enfants.

### Le temps des splendeurs

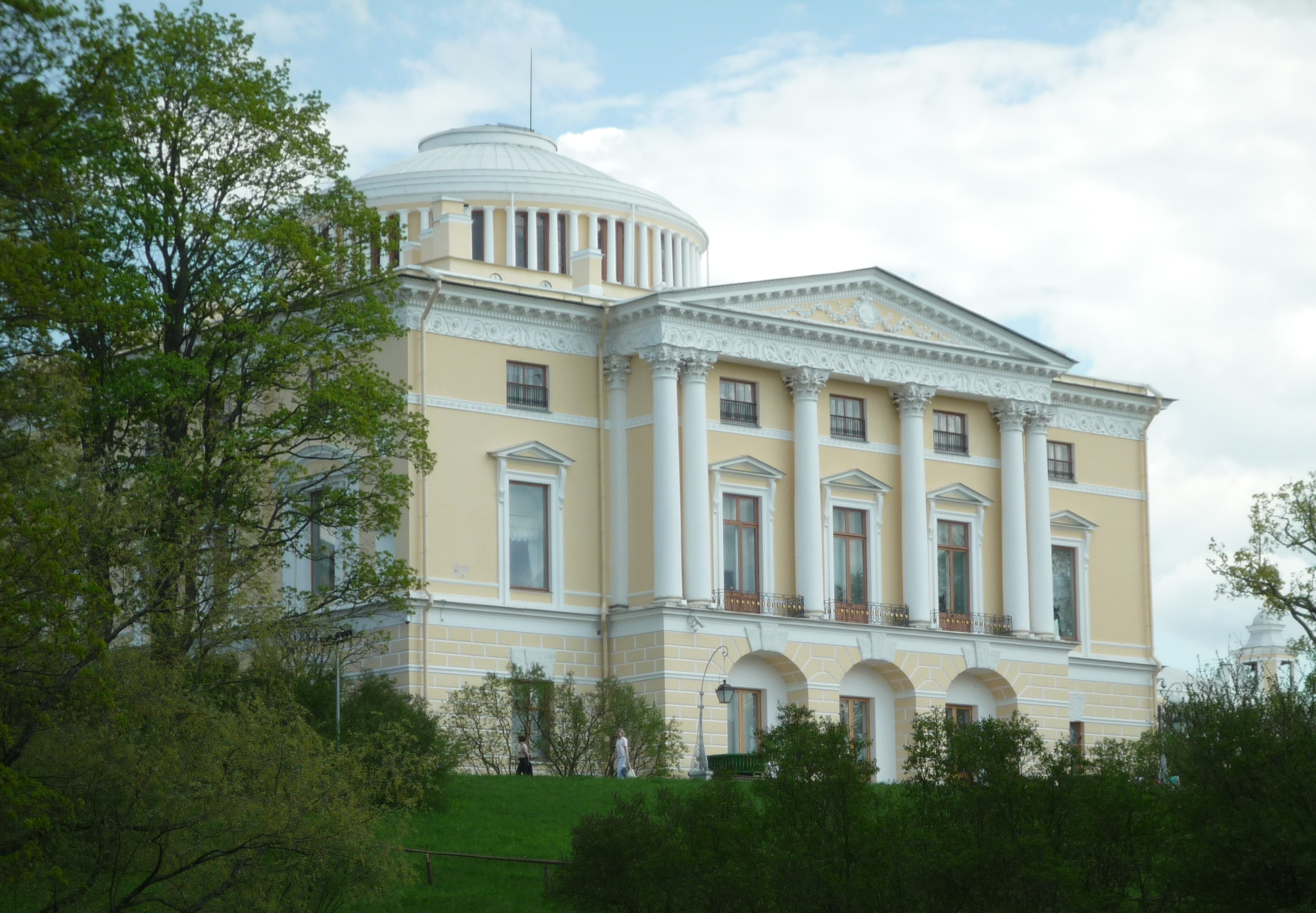
Façade donnant sur le parc.

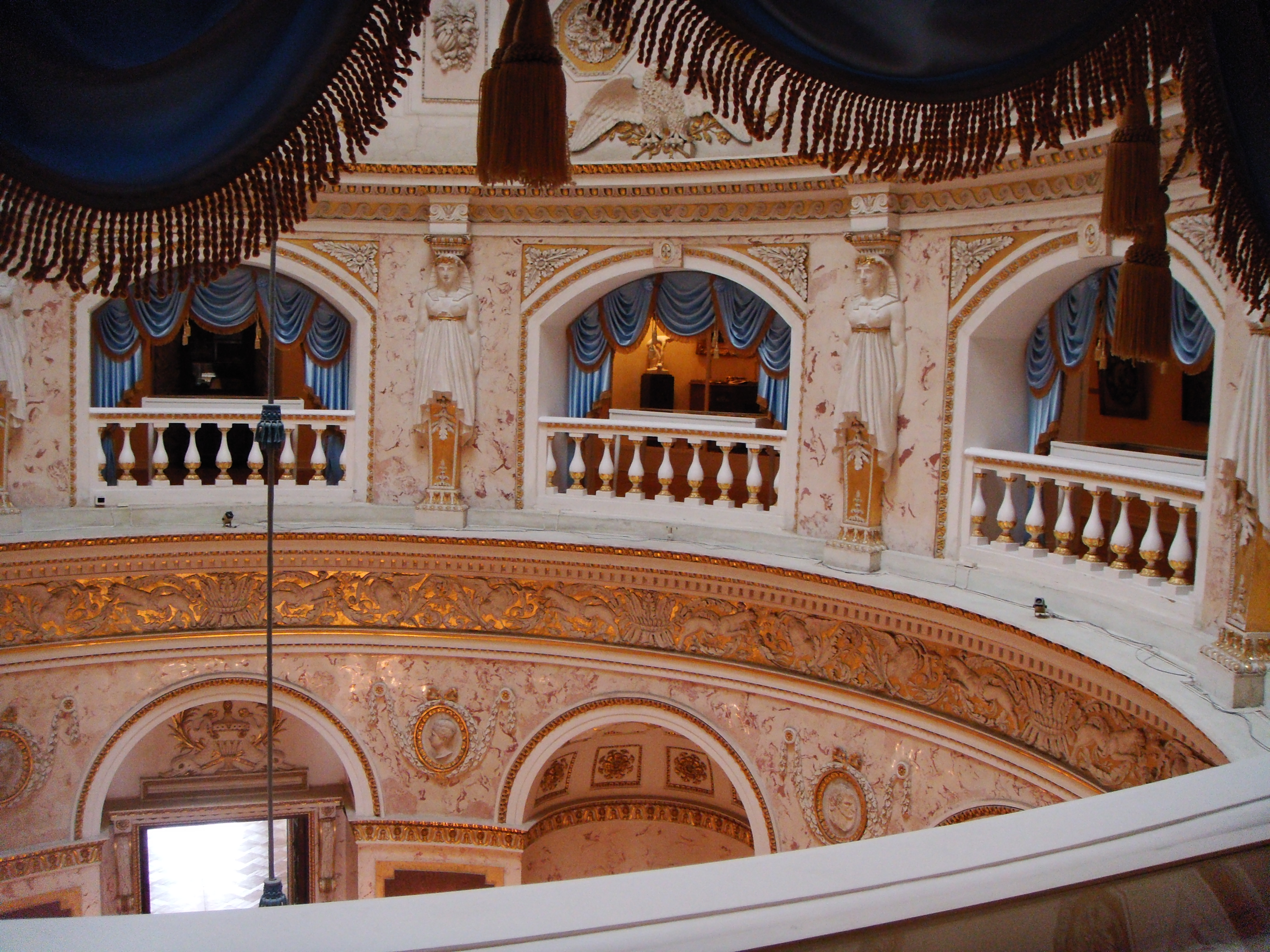
Détail du Salon de la rotonde, dit Salon italien.

Le palais a été construit entre 1782 et 1786 par l'architecte Charles Cameron pour le futur Paul Ier, fils unique de Catherine II qui lui en fit présent. Des travaux d'agrandissement se sont poursuivis ensuite de la fin des années 1780 au début des années 1790 par l'architecte attitré de Paul, Vincenzo Brenna, qui suréleva les galeries et les pavillons latéraux, et les prolongea par de nouvelles ailes. La décoration intérieure fut conçue par Marie Feodorovna, l'épouse de Paul qui avait un tempérament artiste et se plaisait beaucoup à Pavlovsk. Elle adorait en particulier s’occuper des jardins. Comble de bonheur et à l’immense joie de Catherine II, la grande-duchesse Maria Feodorovna mit au monde le 2 décembre 1777 le futur empereur Alexandre Ier. Il sera suivi deux plus tard par un autre garçon baptisé Constantin. C’est à l’occasion de la première naissance que l’impératrice fit don de Pavlovsk et de ses 362 arpents de terres composées de « forêts, de champs et de deux villages de paysans », situé à six kilomètres de Tsarskoïe Selo sur les rives de la rivière Slavianka. Les travaux de construction furent confiés à l’architecte préféré de Catherine II, l’Écossais Charles Cameron, admirateur de l’Italie et en particulier d’Andrea Palladio. Il construisit successivement le Temple de l’Amitié, la Colonnade d’Apollon…
Ce n’est qu’en 1781 qu’on décida d’édifier un grand palais de pierre, avec un corps central à deux étages couronné d’une coupole et flanqué de deux ailes terminées par des pavillons derrière une vaste cour d’honneur. C’est alors que les époux entreprirent un long voyage en Europe occidentale d’où ils rapportèrent, surtout de France, de nombreux cadeaux ou acquisitions pour orner Pavlovsk. À Sèvres par exemple, ils dépensèrent trois cent mille livres et achetèrent nombre de tableaux qu’on retrouve actuellement dans le palais comme ceux d'Hubert Robert ou un petit portrait de jeune femme par Jean-Baptiste Greuze. Les souverains français Marie-Antoinette et Louis XVI leur firent aussi de magnifiques cadeaux, comme un grand service de toilette décoré d’armoiries.

### Les temps difficiles
Après l’assassinat de Paul Ier le 12 mars 1801, Pavlovsk perdit son statut de résidence impériale, mais Maria Feodorovna y vécut jusqu’à sa mort en 1828. Le palais fut plus tard la demeure du grand-duc Constantin Constantinovitch de Russie et de sa famille jusqu'à la confiscation de 1917. Après la révolution de 1917, Alexandre Polovtsev présida la commission qui inventoria les biens des Romanov à Pavlovsk. Mais le pillage des objets d’art eut quand même lieu quelques années plus tard pendant l’entre-deux-guerres. Pendant la Seconde Guerre mondiale, les objets les plus précieux furent évacués loin derrière le front — essentiellement à Gorki, l’ancien Nijni Novgorod — ou mis à l’abri pour les plus volumineux. Mais en septembre 1941, les Allemands occupèrent Pavlovsk et dérobèrent beaucoup d'objets qui s’y trouvaient encore et nombre d’entre eux ne furent jamais restitués après la guerre.

### La Renaissance
Pavlovsk est libéré par les troupes soviétiques en janvier 1944 et le palais très endommagé offre alors un spectacle pitoyable. Bâtiments calcinés, arbres du parc presque tous abattus par les Allemands pour fabriquer des ouvrages militaires. Aussi pour faire face à cette situation catastrophique, le gouvernement soviétique prend un décret pour commencer la restauration le plus tôt possible, en fait à partir du printemps 1944.
Les travaux de restauration sont dirigés par Anna Zelenova qui avait tout fait pour sauver le palais pendant la guerre, et en 1978, c'est le premier palais à être entièrement restauré et il fait depuis partie de ce qu’on appelle « l’anneau d’or » entourant la ville de Saint-Pétersbourg.

## Le parc et les extérieurs

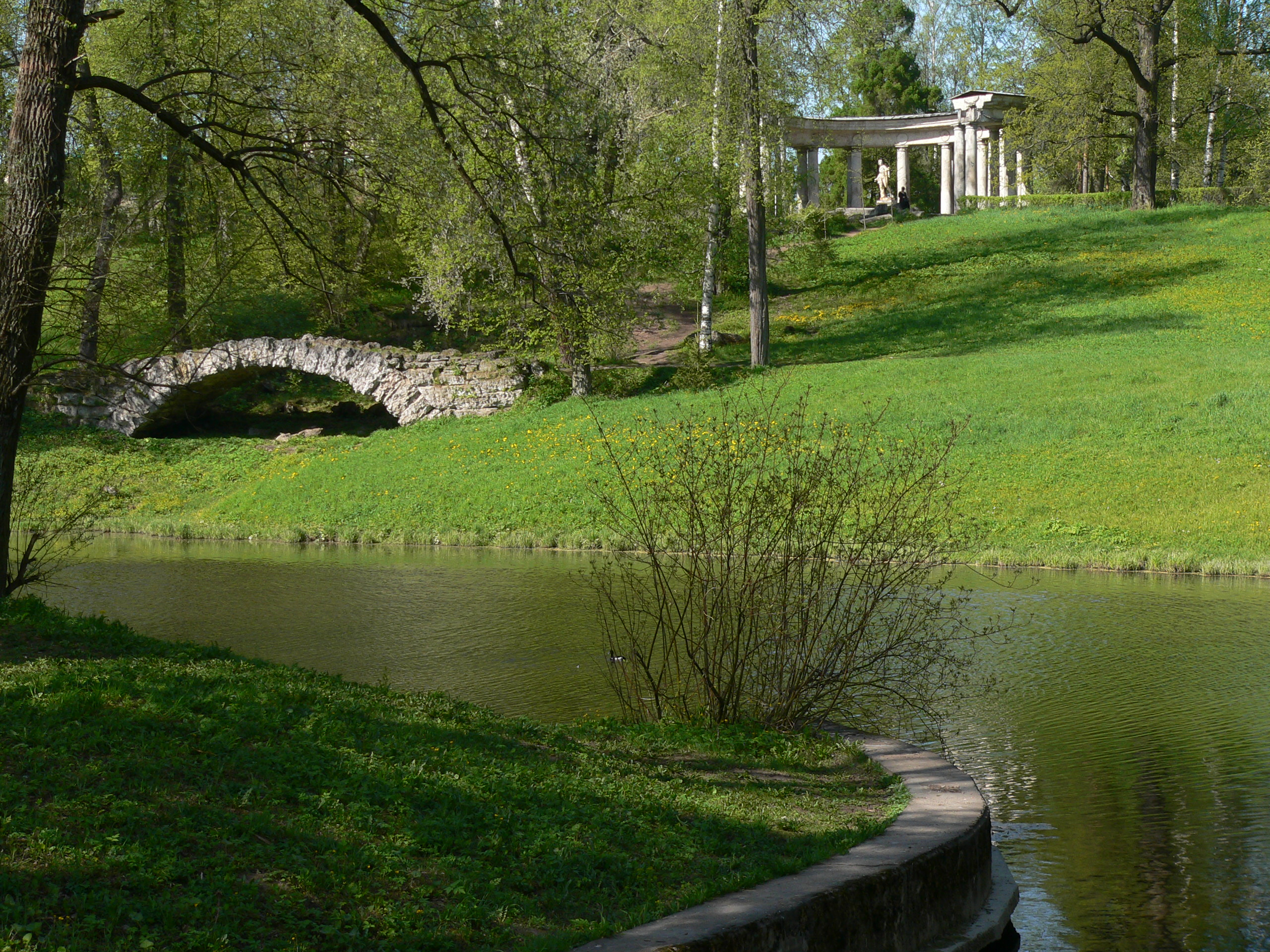
Parc de Pavlovsk, les Colonnades d'Apollon en arrière-plan

Trois édifices dominent l'ensemble : le Portail du jardin et ses colonnes doriques en fonte ressemblant à celles de Berlin; les Colonnades d'Apollon dont une partie en demi-cercle autour de la statue tomba en 1817 en faisant une semi-ruine et n'ont été rétablies que vers 1970 et enfin le Pavillon des Trois Grâces.

### Description du parc
Le parc s'articule autour du vallon de la rivière Slavianka. Son cours sinueux et pittoresque met en valeur les pavillons et fabriques qui la longent, se détachant sur fond de verdure. Très vaste, il s'étend sur quelque six cents hectares marqués par la diversité de ses paysages sillonnés de sentiers ombragés et de prés au Bouleau Blanc. Les barrages construits au fil des aménagements permirent de relever le plan d'eau et de ménager de nombreux étangs.
C'est tout un système hydraulique — comme dans le parc voisin de Peterhof — qui a peu à peu vu le jour, avec ses trois chaînes d'étangs de La Vieille Sylvie, du Pavillon des Roses et de la Vallée des Étangs. 

### Le Pavillon et la Colonnade
En 1800, Charles Cameron édifia dans les jardins privés un bâtiment néo-classique à colonnes, le Pavillon des Trois Grâces. Ses frontons sont flanqués de bas-reliefs en plâtre représentant Apollon et Minerve dus au sculpteur Ivan Prokofiev. Le groupe sculpté des trois Grâces implanté derrière la colonnade en 1803 a été exécuté par l'italien Paolo Triscorni.
Depuis le palais, sur la rive opposée de la Slavianka, s'ouvre un panorama avec une cascade, un pont et la colonnade d'Apollon. Cette dernière, de forme circulaire, fut agrémentée d'une statue en bronze d'Apollon, mais, vers 1800, une tempête mutila l'édifice qu'on laissa en l'état avec une partie en arc de cercle préservée, le reste des colonnes jonchant le sol, et une nouvelle statue d'Apollon rajoutée en 1826.

### Le parc et son panorama

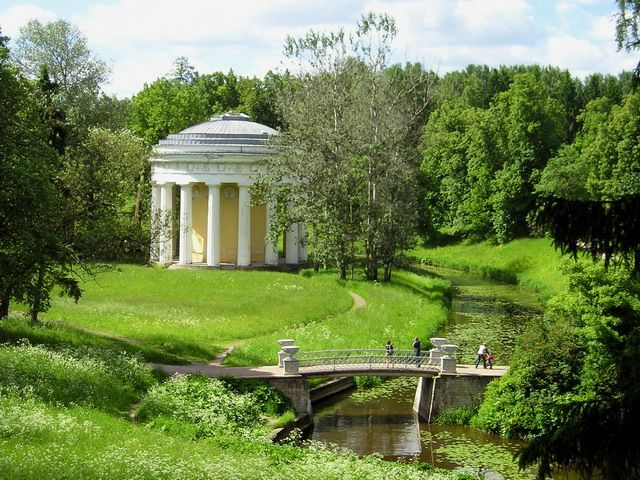
Le Temple de l'Amitié.

C'est un peu en aval de la colonnade, qu'a été planté le Bois de Famille, relié par un pont de pierre, le pont des Centaures, du nom des statues copies d'originaux antiques, remplacées récemment par des répliques en matière synthétique.
Parmi les autres réalisations intéressantes du parc de Pavlovsk, on peut citer le Temple de l'Amitié, bâtiment circulaire soutenu par des colonnes avec un toit en coupole à plusieurs niveaux, le charmant Pavillon des Roses réaménagé par Carlo Rossi, le Pavillon de la Volière, bâtiment central surmonté d'un fronton avec deux colonnes de chaque côté soutenant le toit, le Pavillon de la Laiterie avec son toit-chapeau, tous trois œuvres de Charles Cameron. On peut aussi citer deux œuvres remarquables, le Pavillon de Rossi avec ses deux arcanes encadrant une rotonde semi-circulaire et le Mausolée à l'Époux bienfaiteur avec sa façade néo-classique, conçu par Jean-François Thomas de Thomon.

## Évocation littéraire

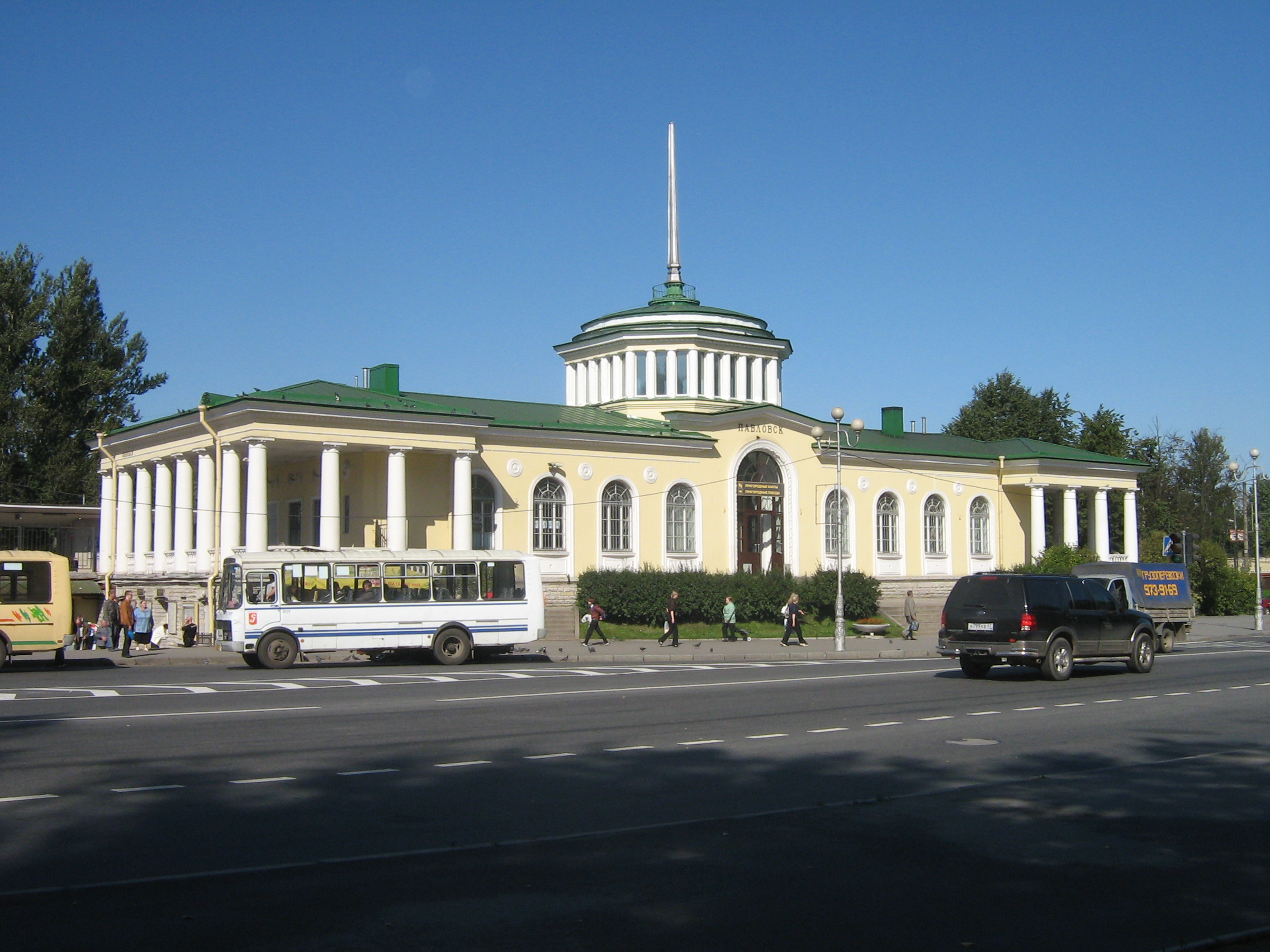
La gare et la Maison de la Musique

La ville de Pavlovsk est l'un des lieux évoqués par Dostoïevski dans son roman L'Idiot.